# 大野京子
大野 京子（おおの きょうこ）は、日本の医師・医学者。医学博士。東京医科歯科大学教授、日本近視学会理事長。専門は眼科学。

## 略歴
1987年に横浜市立大学医学部医学科卒業。1990年、夫の父が初代助教を務めた東京医科歯科大学眼科に入局した。所敬に師事し、東京医科歯科大学から医学博士の学位を取得。近視や網膜の病気を特に専攻した。
東京医科歯科大学眼科講師、文部省在外研究員（ジョンズ・ホプキンズ大学）、東京医科歯科大学大学院医歯学総合研究科助教授を経て、2014年東京医科歯科大学大学院医歯学総合研究科医歯学系専攻認知行動医学講座眼科学教授。
2015年日本学術振興会科学研究費委員会専門委員。2016年日本近視学会理事長、国際近視機関（IMI）諮問委員。2017年日本学術会議連携委員。2020年大学改革支援・学位授与機構国立大学教育研研究評価委員会専門委員。

## 編書
- 『近視 : 基礎と臨床』（所敬と共編）金原出版 2012年
- 『近視の病態とマネジメント』中山書店 2016年
- 『画像診断から考える病的近視診療』（前田直之, 吉村長久と共編）医学書院 2017年